# Önkielégítés

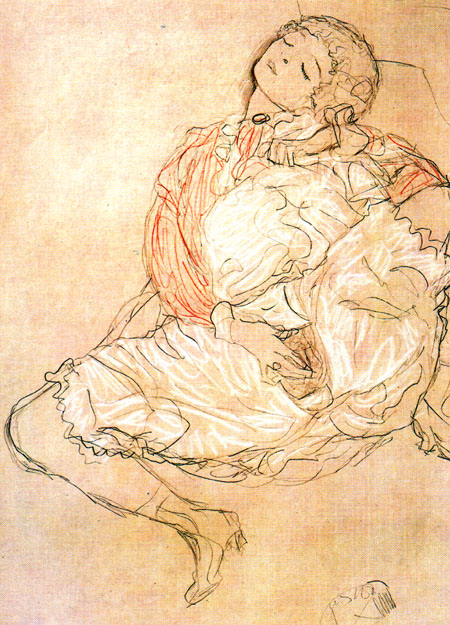
Gustav Klimt Asszony, széttárt lábakkal című festménye (1916)

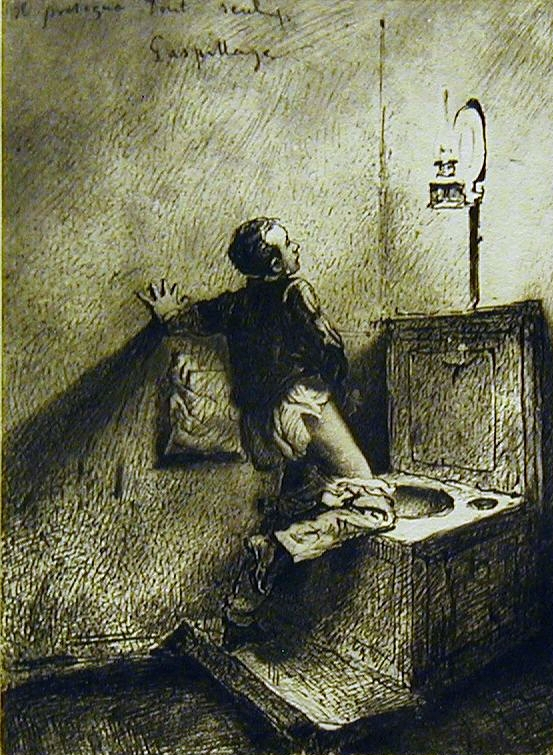
Önkielégítést végző fiú, Zichy Mihály rézkarca (1911)

Az önkielégítés (idegen szóval maszturbálás, férfiaknál korábban onanizálásnak is nevezték) a saját nemi szervek kézzel vagy szexuális segédeszközökkel történő ingerlése, melynek során a férfi vagy nő közösülés nélkül jut el az orgazmusig. Célja lehet a meglévő szexuális vágyak levezetése, amikor valaki nem tud vagy nem kíván másokkal szexuális kapcsolatot kialakítani, de öncélúan is előfordul. A házasságban vagy tartós párkapcsolatban élők együttlétének is része lehet maszturbáció (például ha a közösülést valami okból kerülni akarják); egyéni formája viszont (főleg, ha a partnertől eltérő ábrándokhoz kapcsolódik) csökkentheti az egymás iránti szexuális vágyat. A közbeszéd meglehetősen szűkszavú e szinte mindenkit érintő gyakorlat terén, ha szóba kerül, akkor is elsősorban a férfiak maszturbációs szokásai kerülnek előtérbe, miközben a nők is legalább olyan rendszerességgel végzik, mint a férfiak. Az önkielégítés gyakorlata valószínűleg egyidős az emberiséggel és nem csupán az emberi faj sajátja, számos állatfajnál is megfigyelték már.

## Megítélésének története
A 20. század elejéig a nyugati kultúrában közfelfogás szerint erkölcstelen és egészségre káros cselekednek ítélték, bár az egészségügyi megítélése megváltozott, a világvallások például az iszlám, a zsidó vallás, valamint a katolikus egyház ma is a spirituális illetve vallási értelemben vett bűnök közé sorolja, mégpedig a súlyos bűnök közé, mivel a saját test kényeztetése a Tízparancsolat VI. parancsának a megszegésébe tartozik, és kerülendő tevékenységnek tartja.
Kutatások alapján azt lehet mondani, hogy a szexualitás tanulásának egyik eleme a maszturbáció. A saját test megismerése és a saját igények felismerése pozitív hatással van az egyénre, ezáltal nemi életére és így a párkapcsolatának egészére is. Az állatvilágban számos vadon és a fogságban élő állatfaj esetében megfigyelték.

## Egészségügyi hatásai
Férfiak önkielégítésére vonatkozó vizsgálatok szerint a rendszeres maszturbáció (pontosabban a szexuális partner nélküli ejakuláció) segít megelőzni a prosztatarákot, mert kiüríti a felhalmozódó rákkeltő anyagokat: Más adatok azt mutatják, hogy az éremnek két oldala van, egyrészt akik hetente ötnél többször ejakuláltak főként 20 és 50 éves koruk között (elsősorban a húszas éveikben), azoknál harmadával kisebb eséllyel alakult ki prosztatarák, de ugyanakkor túlsúlyba juthatnak a férfi jellegért felelős nemi hormonok, így például hajhullás és egyéb bőrirritációk jelentkezhetnek.
Ezen eredményeket 2009-ben készült kutatási eredményekkel cáfolták, azt bizonyítva, hogy mégis összefüggés van 20-as és 30-as életkor között végzett túlzott mennyiségű önkielégítés és a prosztatarák között.
Nőkre vonatkozó vizsgálatok elsősorban azt emelik ki, hogy elősegíti az ún. orgazmuskészség kialakulását. Fentiek mellett, bár meglehetősen lassan, de egyre inkább teret nyer a női maszturbáció fontosságának és természetességének bemutatása is.
A női maszturbációt ugyanis egyfajta titok és bűntudat övezte, övezi, mintha a maszturbáció csak a férfiak előjoga lett volna, pedig a történelemben számos utalás található arra, hogy már eleink is művelték.
Mára már bizonyított, hogy a női maszturbáció egészséges, normális keretek között jótékony hatású, és fontos a nőnek a saját teste megismerésének tekintetében is. Fontos szerepe van a szexuális feszültség levezetésében is, főként az idő előtti, súlyos következményekkel járó, felelőtlen nemi kapcsolat létesítésének megelőzésére, kellő felvilágosítás mellett.

## Önkielégítés mint függőség
Ha az emberi és szexuális kapcsolatokat nagy mértékben háttérbe szorító - vagy esetenként az emberek közötti szexuális interakciót helyettesítő - mértékben van jelen valaki életében (és ez nem pl. börtönhöz hasonló külső kényszer), akkor ez egyfajta függőség jele is lehet, pl. pornófüggőség.